# NGC 1368
NGC 1368 ist eine linsenförmige Galaxie vom Hubble-Typ S0/a im Sternbild Eridanus am Südsternhimmel. Sie ist schätzungsweise 420 Millionen Lichtjahre von der Milchstraße entfernt und hat einen Durchmesser von etwa 100.000 Lj.
Im selben Himmelsareal befinden sich u. a. die Galaxien NGC 1354, NGC 1372, NGC 1388, IC 1975.
Das Objekt wurde am 12. November 1885 vom US-amerikanischen Astronomen Francis Leavenworth entdeckt.